# Joseph Henry Gilbert
Joseph Henry Gilbert (1 de agosto de 1817 – 23 de diciembre de 1901) fue un químico inglés, famoso por su larga carrera investigando cómo mejorar los métodos de la agricultura práctica. Fue un socio de la Sociedad Real, ganador de su Medalla Real y presidente de varias otras asociaciones científicas británicas.

## Vida
Nacido en Hull, fue hijo del ministro religioso Joseph Gilbert y de la escritora Ann Gilbert. Estudió química en Glasgow con Thomas Thomson. Prosiguió su formación en el University College de Londres en el laboratorio de Anthony Todd Thomson (1778-1849), profesor de jurisprudencia médica, asó como asistiendo a las conferencias de Thomas Graham y finalmente en la Universidad de Giessen en Alemania bajo la tutela de Liebig. A su regreso a Inglaterra trabajó durante aproximadamente un año como ayudante de su antiguo maestro A. T. Thomson en el University College tras lo que pasó un tiempo estudiando la tintura e impresión en calicó cerca de Mánchester. 
En 1843, aceptó la dirección del laboratorio químico de la estación de experimentación agrícola establecida por John Bennet Lawes en Rothamsted, cerca de St. Albans. Gilbert ocupó el cargo durante cincuenta y ocho años, hasta su muerte el 23 de diciembre de 1901. En el laboratorio, en colaboración con Lawes, realizó trabajos sobre la aplicación de la química, la meteorología, la botánica, la fisiología vegetal y animal y la geología a los métodos agrícolas.
Gilbert fue elegido miembro de la Royal Society en 1860 y en 1867 recibió su Medalla Real conjuntamente con Lawes. En 1880 pasó a presidir la Sección Química de la Asociación Británica para el Avance de la Ciencia durante su reunión en Swansea y en 1882 fue nombrado presidente de la Sociedad Química de Londres, del cual había sido miembro casi desde su fundación en 1841. Desde 1884 y durante seis años ocupó la cátedra sibthorpiana de economía rural en Oxford además de ser profesor honorario en la Real Escuela de Agricultura de Cirencester. Fue nombrado caballero el 11 de agosto de 1893, año en que se celebraba el jubileo de Rothamsted.